# 邻苯二甲酸氢铜
邻苯二甲酸氢铜是铜(II)的邻苯二甲酸的酸式盐，化学式为Cu[C6H4(COOH)COO]2。

## 制备
将CuCl2·2H2O溶解在尽可能少的热的蒸馏水中，化学计量比的邻苯二甲酸氢钠溶液加入其中，冷却至室温，过滤可得产物（二水合物）。

## 化学性质
邻苯二甲酸氢铜的二水合物在120~135℃失去两分子水，生成无水物。在145~275℃形成邻苯二甲酸酐（约34%分子发生分解）；在275~385℃，进一步分解，产生(C4H3)n、CO2等产物。分解的最终产物有金属铜。